# Drosophila redunca
Drosophila redunca är en tvåvingeart som beskrevs av Elmo Hardy 1965. Drosophila redunca ingår i släktet Drosophila och familjen daggflugor.
Artens utbredningsområde är Hawaii.